# Роз'їзд 114
Роз'їзд 114 (каз. рзд.114) — станційне селище у складі Тюлькубаського району Туркестанської області Казахстану. Входить до складу Чакпацького сільського округу.
Населення — 184 особи (2021; 233 у 2009, 258 у 1999, 250 у 1989).